# Sistema ferroviário de média capacidade

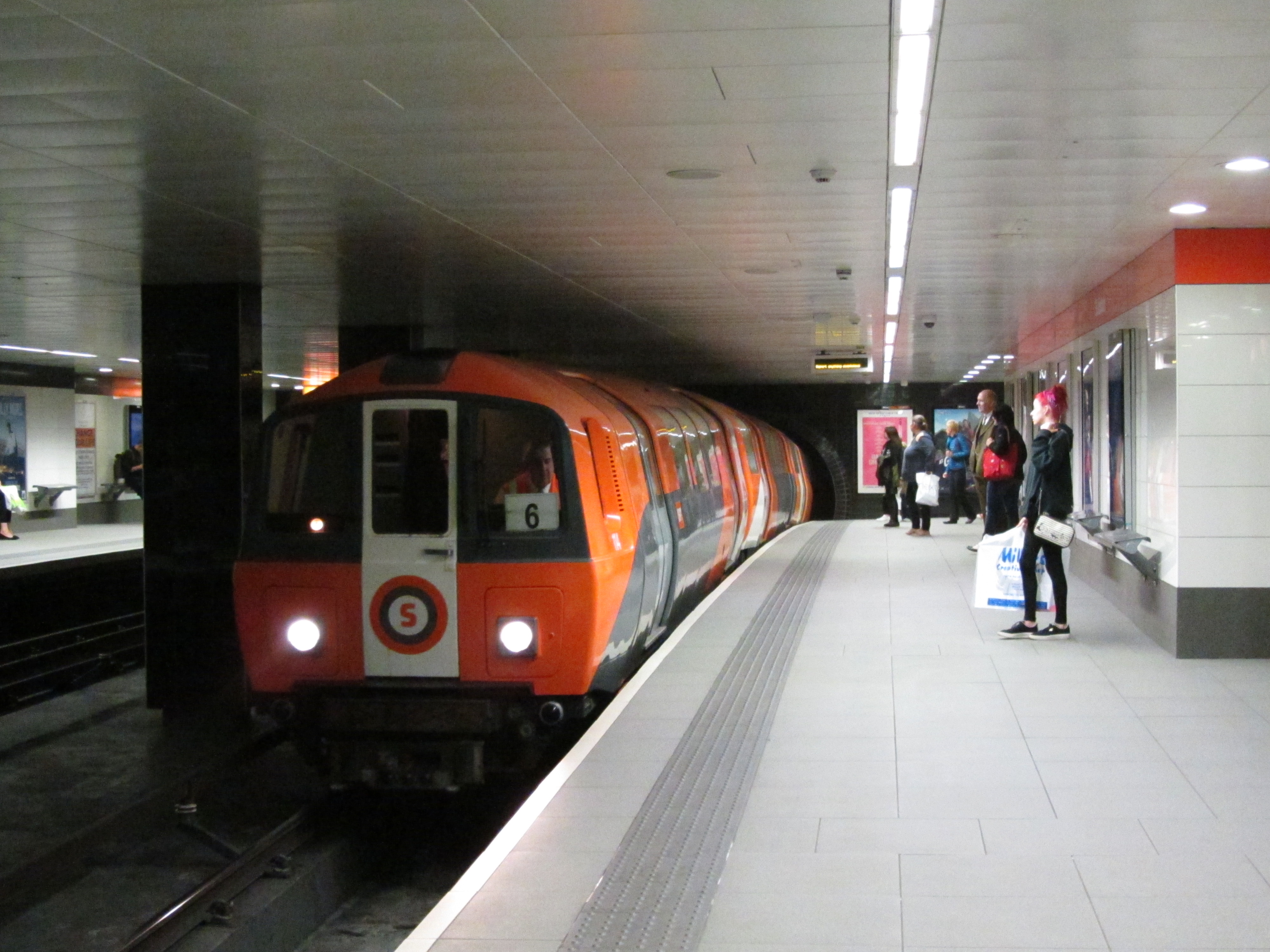
Metrô de Glasgow

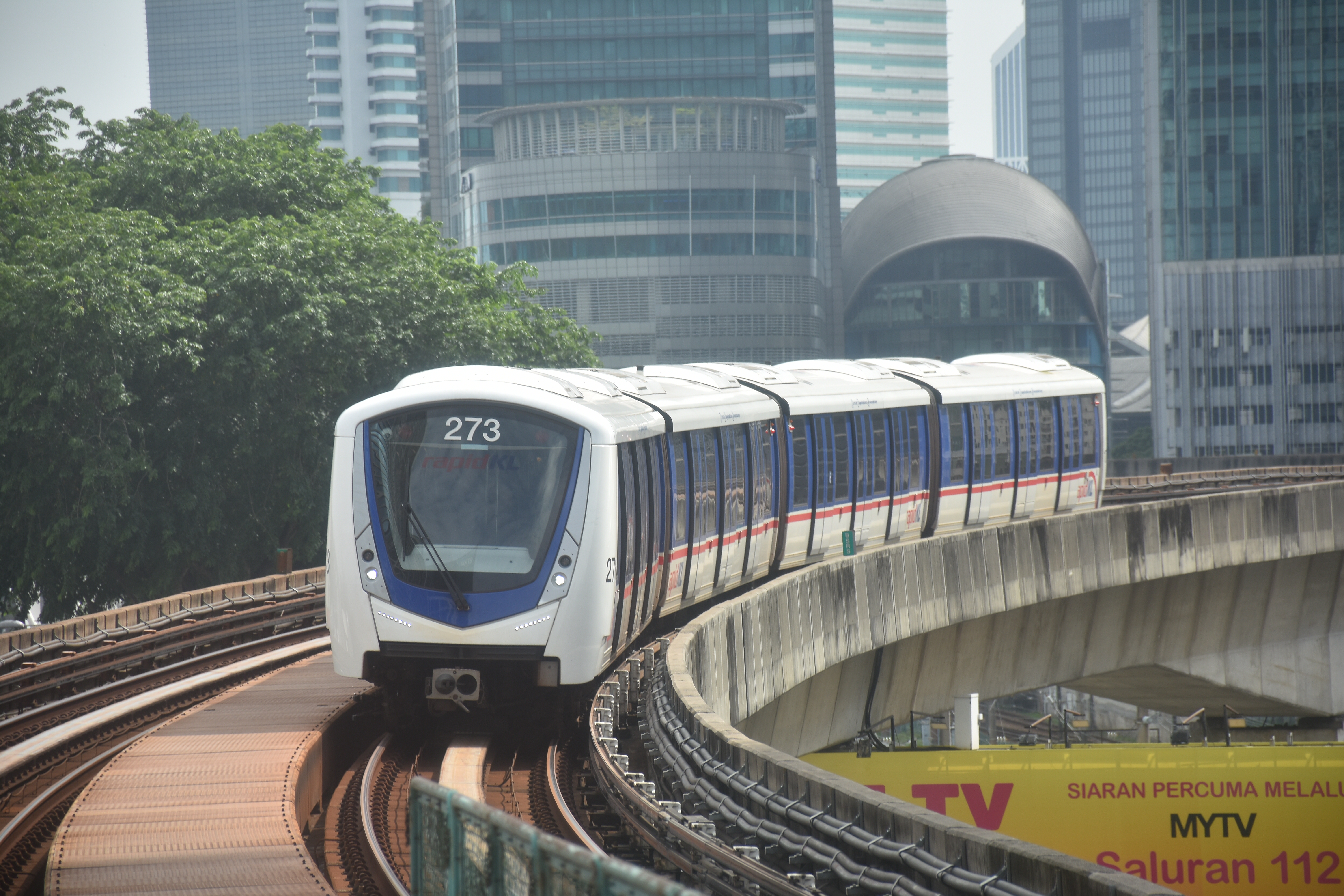
Linha Rápida KL – Kelana Jaya

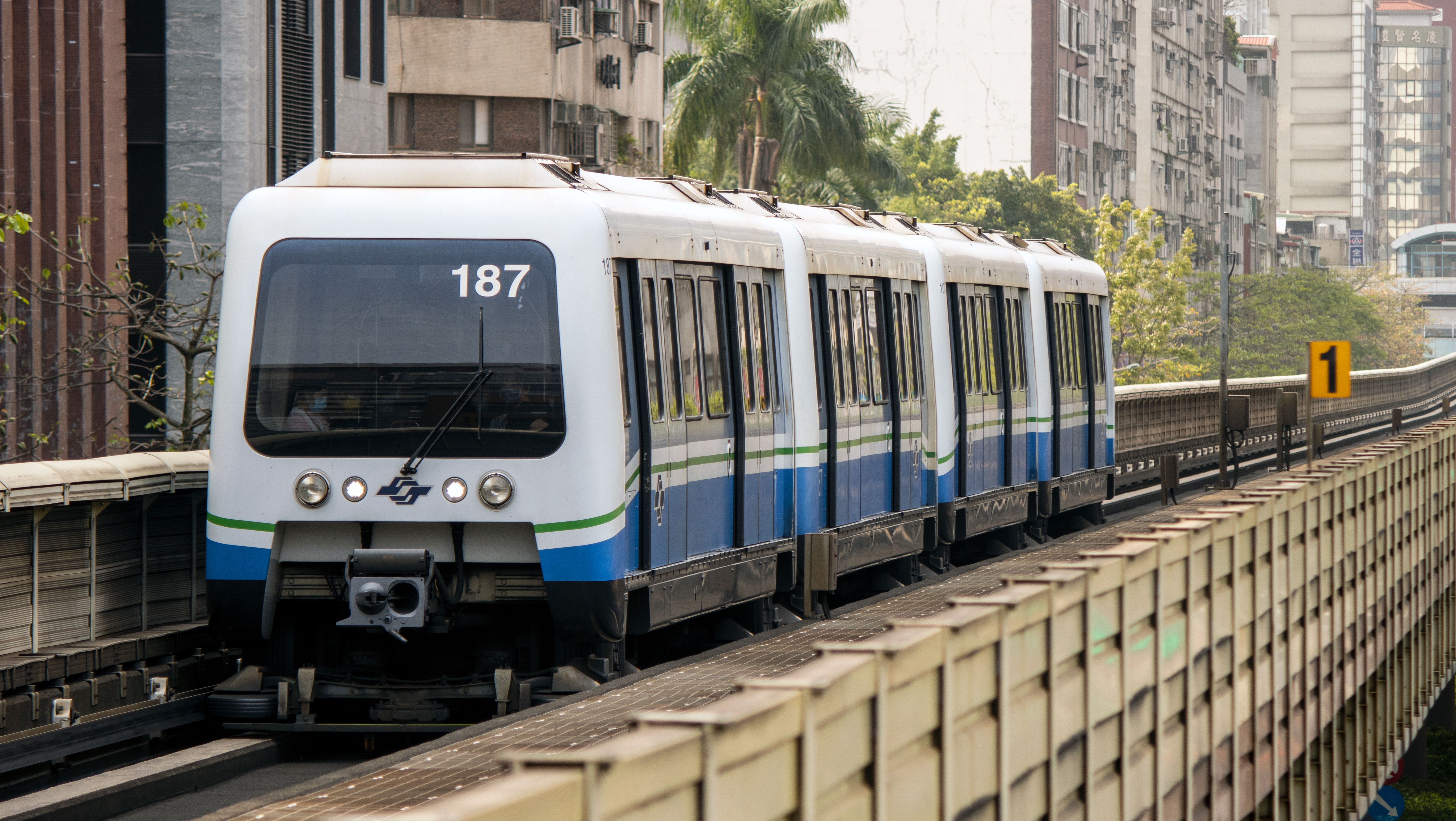
Linha Taipei MRT Wenhu (Linha Marrom)

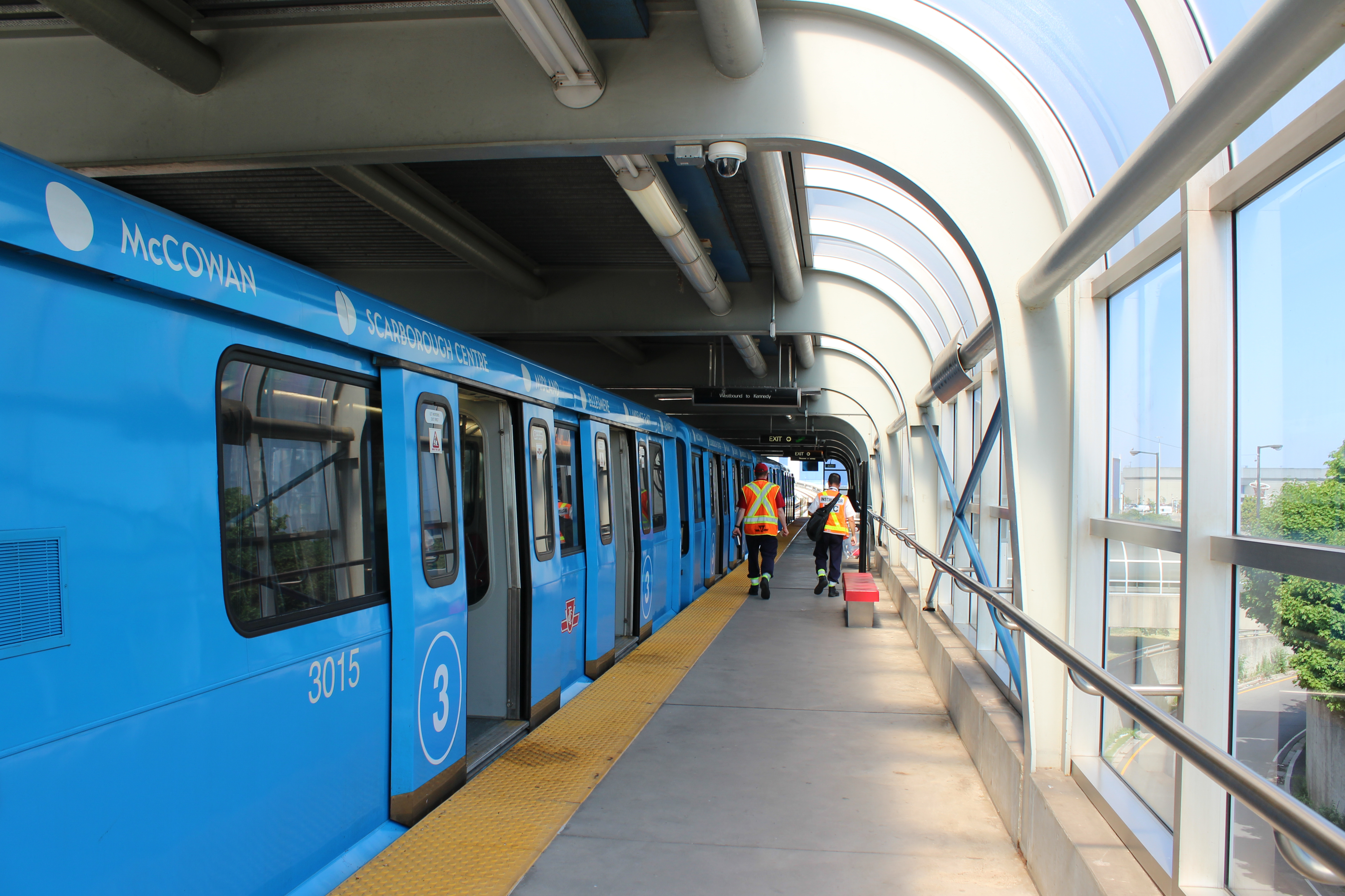
A antiga Linha 3 Scarborough do metrô de Toronto era totalmente integrada ao restante da rede de trens pesados, apesar de usar a tecnologia de média capacidade.

Um sistema ferroviário de média capacidade (MCS), é um sistema de transporte ferroviário com uma capacidade superior à do metrô ligeiro, mas inferior à do metrô. Os comboios do MCS têm normalmente 1 a 4 carros. A maioria dos sistemas ferroviários de média capacidade são automatizados ou utilizam veículos do tipo VLT.
Como o número de passageiros determina a escala de um sistema de trânsito rápido, a modelagem estatística permite que os planejadores dimensionem o sistema ferroviário de acordo com as necessidades da área. Quando o número de passageiros previsto fica entre os requisitos de serviço de um sistema de metrô ou trem urbano leve ou pesado, é indicado um projeto MCS. Um MCS também pode resultar quando um serviço de trânsito rápido não consegue atingir o número necessário de passageiros devido a inadequações da rede (por exemplo, via única) ou mudanças demográficas.
Em contraste com a maioria dos sistemas de veículos leves sobre trilhos, um MCS geralmente opera em uma via exclusiva totalmente separada por nível. Em alguns casos, a distância entre as estações é muito maior do que a normalmente encontrada em redes de trens pesados. Um MCS também pode ser adequado para conexões de ramais com outro modo de um sistema de transporte de alta capacidade, como um aeroporto ou uma rota principal de uma rede de metrô.

## Definição

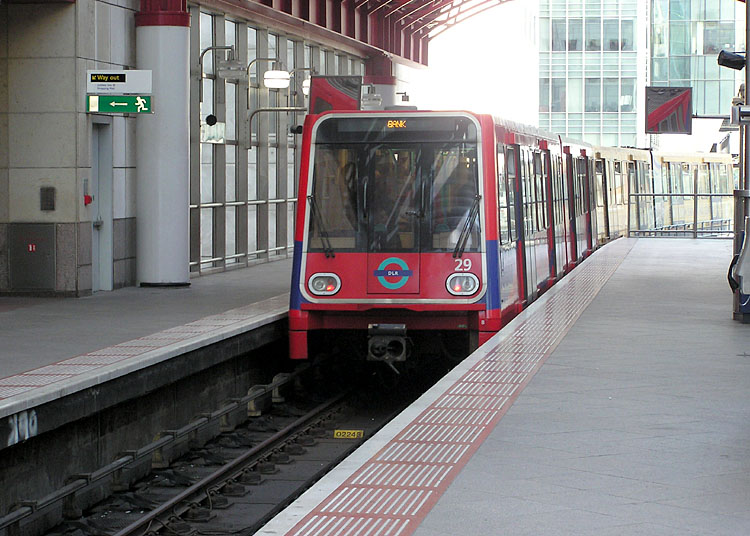
Um trem Docklands Light Railway saindo da estação Canary Wharf DLR em direção à estação Bank DLR no centro de Londres

A definição de um sistema de capacidade média varia devido à sua não padronização. As inconsistências nas definições internacionais se refletem até mesmo em países individuais. Por exemplo, o Ministério de Transportes e Comunicações de Taiwan afirma que cada sistema MCS pode embarcar cerca de 6.000 a 20.000 passageiros por hora por direção (p/h/d ou PPHPD), enquanto o Departamento de Sistemas de Trânsito Rápido de Taiwan (TCG) sugere que um MCS tem capacidade de embarcar cerca de 20.000 a 30.000 p/h/d, e um relatório do Banco Mundial coloca a capacidade de um MCS em 15.000 a 30.000 p/h/d.
Para efeito de comparação, a capacidade de passageiros de mais de 30.000 p/h/d tem sido citada como padrão para sistemas de trânsito rápido padrão de metrô ou "trem pesado", enquanto os sistemas de trem leve têm volumes de capacidade de passageiros de cerca de 10.000-12.000 p/h/d ou 12.000-18.000 p/h/d. Os sistemas VAL (Véhicule Automatique Léger) são classificados como sistemas ferroviários de capacidade média porque seu fabricante define suas capacidades de passageiros como sendo de até 30.000 p/h/d. Em Hong Kong, a linha Ma On Shan da MTR poderia, em alguns contextos, ser classificada como um sistema de capacidade média (já que usava trens SP1950 de quatro carros mais curtos, em comparação com trens de 7 a 12 carros em outras linhas ferroviárias pesadas), mas pode atingir até 32.000 p/h/d, o que é comparável à capacidade de passageiros de algumas redes completas de metrô. No entanto, ela foi construída com o padrão completo de trilhos pesados, pois foi projetada para ser ampliada. Trens de 8 carros de comprimento total foram implantados na linha antes de sua extensão e a linha foi estendida para a linha Tuen Ma em junho de 2021.Duas outras linhas, a linha para o Hong Kong Disneyland Resort desde 2005 e a linha South Island desde dezembro de 2016, também são classificadas como MCS devido aos trens mais curtos e à menor capacidade, mas usam a mesma tecnologia das linhas de trânsito rápido de capacidade total.
De modo geral, a designação de capacidade média é criada a partir de comparações relativas de capacidade inferior e/ou configuração de trem com outros sistemas ferroviários pesados na mesma área. Por exemplo, o trem em um MCS pode ter uma configuração mais curta do que o sistema de metrô padrão, geralmente de três (embora, em alguns casos, apenas dois) a seis vagões, permitindo a construção e o uso de plataformas mais curtas. Em vez de usar rodas de aço, a tecnologia de metrô sobre pneus de borracha, como o sistema VAL usado no metrô de Taipei, às vezes é recomendada, devido ao seu baixo ruído de funcionamento, bem como à capacidade de subir rampas mais íngremes e fazer curvas mais fechadas, permitindo assim alinhamentos mais flexíveis.
Os sistemas de trem ou metrô totalmente pesados geralmente têm intervalos entre trens de 10 minutos ou mais durante os horários de pico. Alguns sistemas que se qualificam como metrô/ferrovia pesada em todos os outros aspectos (por exemplo, são totalmente separados por nível), mas que têm inadequações de rede (por exemplo, uma seção de trilho de via única), só podem atingir intervalos menores (por exemplo, a cada 15 minutos), o que resulta em menor capacidade de volume de passageiros e, portanto, seriam definidos com mais precisão como sistemas de "MCS" ou de "capacidade média". Um exemplo é a linha B/D do metrô de Los Angeles durante a pandemia da COVID-19, quando os intervalos foram reduzidos para cada 12 a 20 minutos em cada linha.

## Terminologia

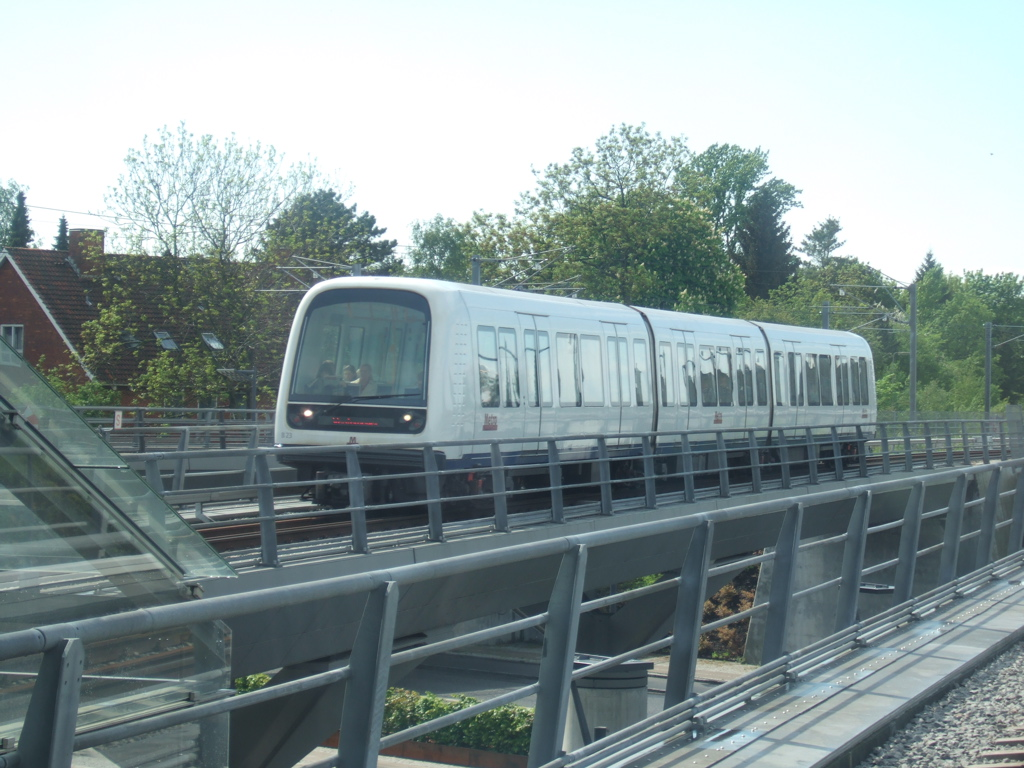
Trem no metrô de Copenhague

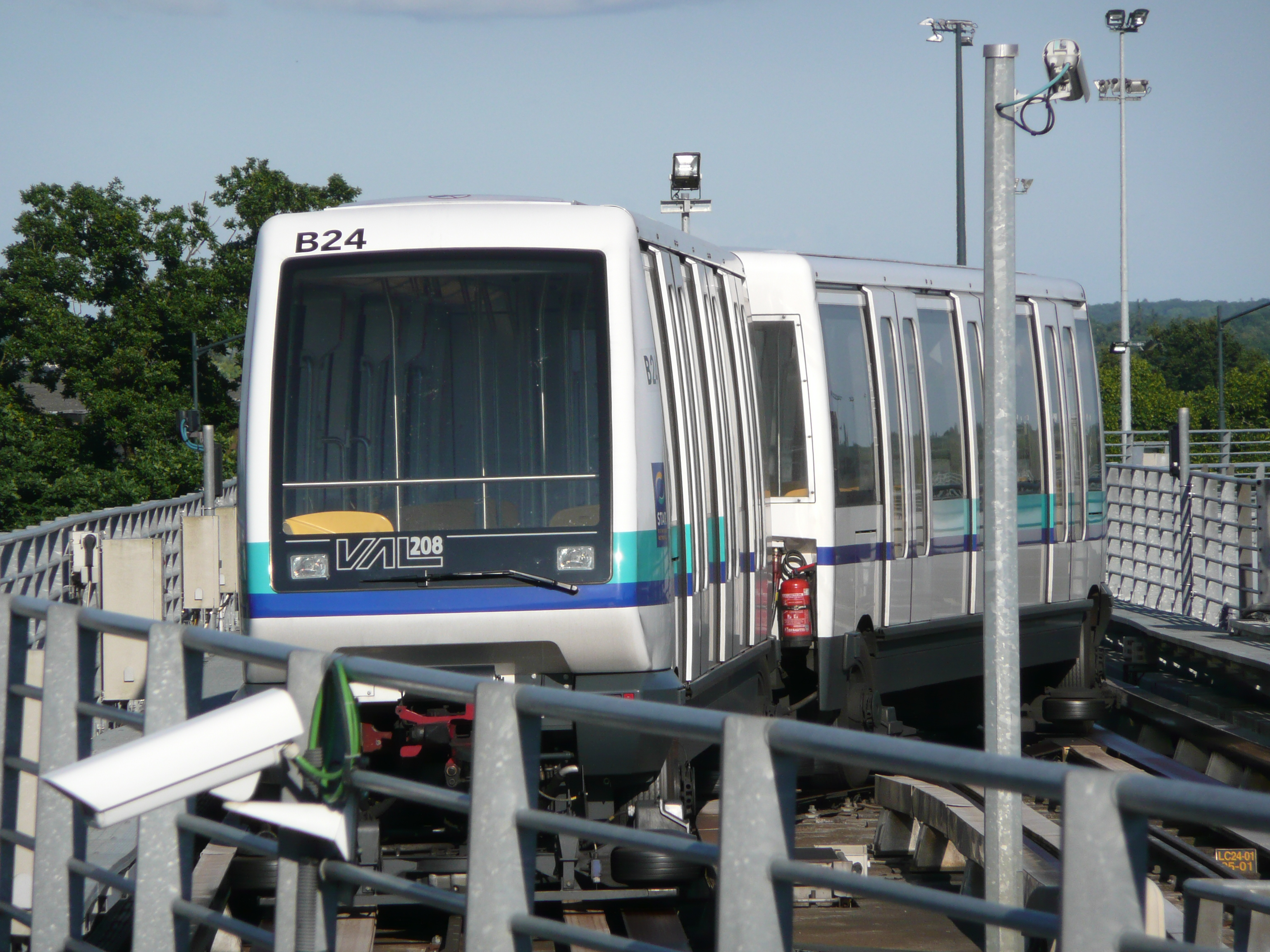
Metrô de Rennes VAL

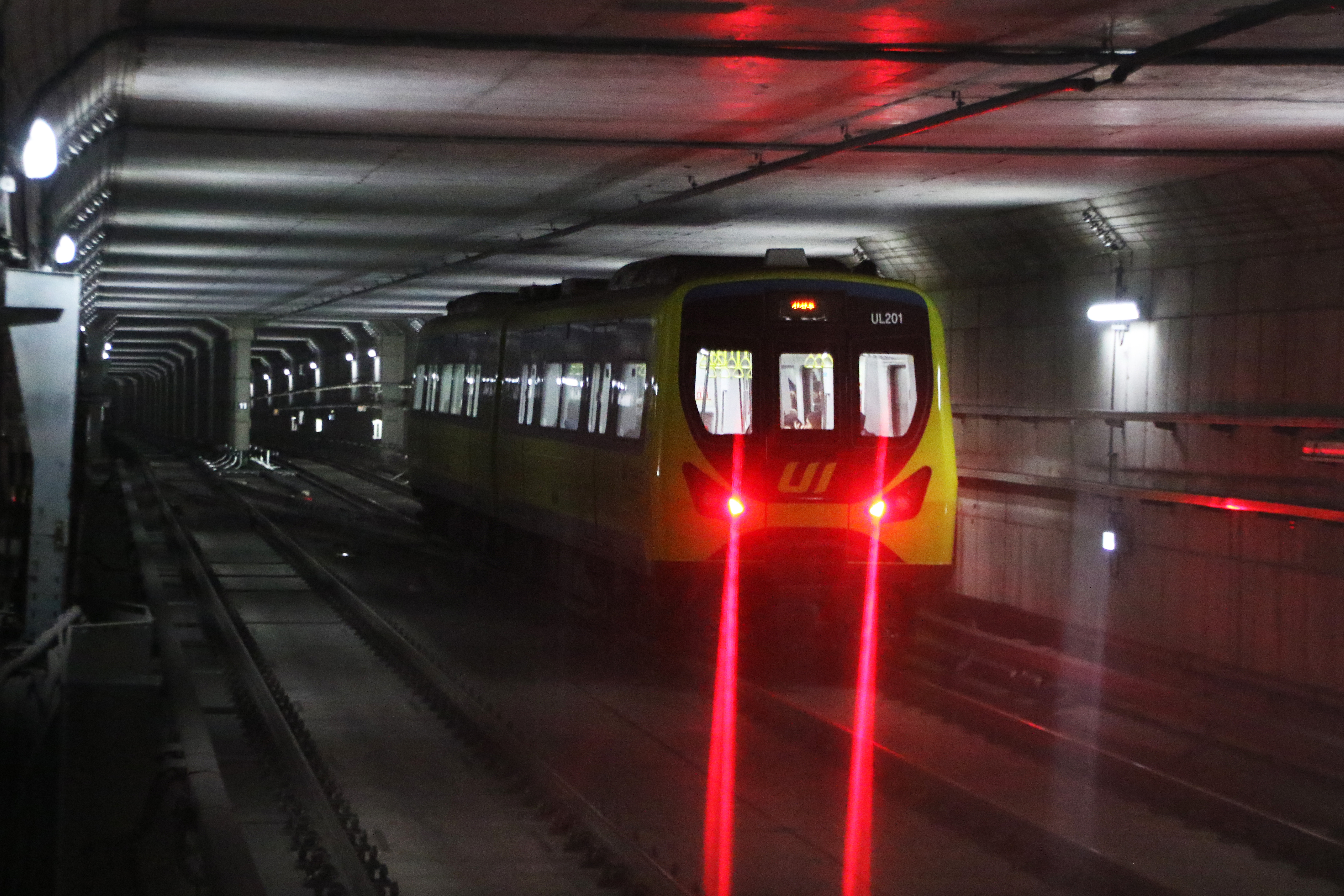
Trem da linha Ui-Sinseol saindo da estação Solbat Park em Seul, Coreia do Sul

Além de MCS, "light rapid transit" (trânsito rápido leve) ou "light metro" (metrô leve) são alternativas comuns em países da América do Norte, da Europa, Índia e Coreia do Sul. Em alguns países, no entanto, os sistemas de MCS são confundidos com o VLT.
Na Coreia do Sul, light rail é usado como tradução para o termo original coreano, "경전철" - sua tradução literal é "metro leve", mas na verdade significa "qualquer trânsito ferroviário que não seja um trem pesado, que tenha capacidade entre o trem pesado e o trânsito de ônibus".
Por exemplo, a Linha U em Uijeongbu utiliza o sistema "Véhicule Automatique Léger", uma variante do MCS, portanto, é classificada como "MCS" pela LRTA e outros, embora a própria operadora e fontes sul-coreanas se refiram à Linha U como "light rail". O Busan-Gimhae Light Rail Transit também se assemelha a um MCS em sua aparência e características, embora a operadora se refira a ele como um "light rail".
Da mesma forma, as autoridades e a mídia da Malásia comumente se referem às linhas Kelana Jaya, Ampang e Sri Petaling como sistemas de "veículo leve sobre trilhos"; quando originalmente inauguradas, as abreviações originais em malaio para as linhas, PUTRA-LRT (Projek Usahasama Transit Ringan Automatik/Automatic Light Transit Joint Venture Project) e STAR-LRT (Sistem Transit Aliran Ringan/Light Flow Transit System) não faziam uma distinção clara entre o trem leve e o trânsito rápido leve.
Alguns artigos na Índia também se referem a alguns sistemas do tipo "MCS" como "trem leve".
A Light Rail Transit Association (LRTA), uma organização sem fins lucrativos, também classifica vários sistemas de transporte público como "MCS".

## Vantagens e desvantagens
A principal razão para construir um MCS em vez de um metrô comum é reduzir os custos, principalmente porque esse sistema utiliza veículos e estações mais curtos.
Os MCS podem operar mais rapidamente do que os sistemas de trânsito rápido de trilhos pesados devido ao menor tempo de permanência nas estações e à aceleração e desaceleração mais rápidas dos trens mais leves. [Por exemplo, os trens expressos do metrô de Nova York são quase tão rápidos quanto o SkyTrain de Vancouver, mas esses trens expressos pulam a maioria das paradas nas linhas em que operam.
Os sistemas de média capacidade têm capacidades de crescimento restritas à medida que o número de passageiros aumenta. Por exemplo, é difícil ampliar as plataformas das estações depois que o sistema está em operação, especialmente no caso de sistemas ferroviários subterrâneos, pois esse trabalho deve ser feito sem interferir no tráfego. Alguns sistemas ferroviários, como Hong Kong e Wuhan, podem fazer provisões antecipadas para plataformas mais longas, por exemplo, para que possam acomodar trens com mais vagões, ou mais longos, no futuro. O metrô de Taipei, por exemplo, construiu espaço extra para dois vagões adicionais em todas as estações da Linha 1.
A seguir, a lista de MCSs atualmente em operação que são categorizados como metrôs leves pela Light Rail Transit Association (LRTA) em março de 2018, salvo indicação em contrário.
A lista não inclui, por exemplo, monotrilhos e maglev urbanos, apesar de a maioria deles também ser um "sistema ferroviário de média capacidade".
| Country        | Location       | System                                                                                              | Lines | Year opened      | Notes |
| -------------- | -------------- | --------------------------------------------------------------------------------------------------- | ----- | ---------------- | --- |
| Armenia        | Yerevan        | Yerevan Metro                                                                                       | 1     | 1981             | Rolling stock uses only 2 car trains |
| Austria        | Vienna         | Vienna U-Bahn – Line 6                                                                              | 1     | 1989             | Low-floor trains T and T1 built by Bombardier Transportation, 27,3 and 26,8 m long respectively, are operated in 2 or 4 car configurations. |
| Bulgaria       | Sofia          | Sofia Metro – Line 3                                                                                | 1     | 2020             | Driverless vehicle system – 60 metros (200 pé) trains; Siemens chosen as technology supplier |
| Canada         | Ottawa         | O-Train – Confederation Line                                                                        | 1     | 2019             | While using equipment typically employed in light rail systems, the Confederation Line approaches the capacity of a full "light metro" system since it operates with a 6-car Alstom Citadis Spirit trains. |
| Canada         | Montreal       | Réseau express métropolitain                                                                        | 1     | 2023             | Driverless vehicle system. Categorized by itself as a light metro. Trains are 38 metres long. |
| Canada         | Vancouver      | SkyTrain                                                                                            | 3     | 1985             | While using equipment typically employed in medium-capacity systems, the Expo line approaches the capacity of a full "rapid transit" system since it operates with longer 4- and 6-car Bombardier Innovia Metro trains. However, the Canada Line operates with 2-car Rotem trains. |
| China          | Beijing        | Beijing Subway – Yanfang line, Capital Airport Express                                              | 2     | 2008             | Capital Airport Express uses 4-car L-type trains, 60m long. Yanfang line uses 4-car B-type trains, 76m long, with trains from both lines being driverless. |
| China          | Changchun      | Changchun Rail Transit – Line 3, Line 4, Line 8                                                     | 3     | 2002             | All three lines use light rail vehicles, with line 3 also having level crossings. |
| China          | Dalian         | Dalian Metro – Line 3, Line 12, Line 13                                                             | 3     | 2002             | Uses 4-car B-type trains, with some trains on line 3 having 2 cars. |
| China          | Guangzhou      | Guangzhou Metro – Line 4, Line 6, Guangfo line, and Zhujiang New Town Automated People Mover System | 4     | 2005             | Lines 4 and 6 use 4-car L-type trains, 67m long. Guangfo line uses 4-car B-type trains, 76m long. Zhujiang New Town Automated People Mover uses 14 Bombardier Transportation's APM 100 cars built in Pittsburgh, Pennsylvania. |
| China          | Nanjing        | Nanjing Metro – Line S6, Line S7, Line S8, Line S9                                                  | 4     | 2014             | Lines S6, S7, and S8 use 4-car B-type trains, 76m long, while line S9 uses 3-car B-type trains, 57 m long. |
| China          | Shanghai       | Shanghai Metro – Line 5 (branch), Line 6, and Pujiang Line                                          | 3     | 2003             | Line 5 branch and line 6 use 4 car, 76m long, C-type trains. Pujiang line uses 11 Bombardier Transportation's APM 300 cars. |
| China          | Tianjin        | Tianjin Metro – Line 9                                                                              | 1     | 2004             | Line 9 uses 4-car B-type trains, 76m long. |
| China          | Wuhan          | Wuhan Metro – Line 1                                                                                | 1     | 2004             | Line 1 uses 4-car B-type trains, 76m long. |
| China          | Hong Kong      | Disneyland Resort Line<br id="mwAX4"><br>(Penny's Bay Rail Link)                                    | 1     | 2005             | Trains: 4 compartments without drivers. Some of the M-Train cars used in the Disneyland Resort line were originally ordered from 1994–1998 as subtype H-Stock train (Phase 3 EMU, A/C 270–291, B/C 486–496). Units A/C274 A/C281 A/C284 A/C289 A/C291 and B/C490 are now used on the Disneyland Resort line. |
| China          | Hong Kong      | South Island line                                                                                   | 1     | 2016             | Trains: 3-car S-Trains. Categorized as a "medium-capacity rail transport system". |
| China          | Macau          | Macau Light Rapid Transit                                                                           | 1     | 2019             | Uses Mitsubishi Heavy Industries Crystal Mover APM vehicles with rubber tyres running on concrete tracks. Mitsubishi supplied 55 two-car trains that are fully automated (driverless) and utilise a rubber-tyred APM system. They have a capacity of up to 476 passengers. |
| Denmark        | Copenhagen     | Copenhagen Metro                                                                                    | 4     | 2002             | Driverless vehicle system. Trains: 3-car config., 39 metros (130 pé) length. |
| France         | Lille          | Lille Metro                                                                                         | 2     | 1983             | VAL people mover system. Trains: 2-car config., 26 metros (85 pé) in length, with a passenger capacity of 208–240 per train (depending on VAL 206 or VAL 208 train). UrbanRail.net describes it as a "new generation of metro systems". |
| France         | Lyon           | Lyon Metro                                                                                          | 4     | 1978             | Trains: Driverless, 2 or 3-car config, 36 metros (120 pé) to 54 metros (180 pé) long. Can carry 252 to 325 people in a train. |
| France         | Marseille      | Marseille Metro                                                                                     | 2     | 1977             | Trains: 4-car config, 65 metros (210 pé) long. |
| France         | Paris          | Orlyval                                                                                             | 1     | 1991             | VAL people mover system, using VAL 206 vehicles. |
| France         | Rennes         | Rennes Metro                                                                                        | 2     | 2002             | VAL people mover system – while trains have 80 second headways, they can only carry 158 people per train. Described as a "mini-metro line". |
| France         | Toulouse       | Toulouse Metro                                                                                      | 2     | 1993             | Although a VAL system, LRTA defines the system as "Metro". On the other hand, UrbanRail.net describes it as a "light metro VAL system". |
| Hungary        | Budapest       | Budapest Metro Line 1                                                                               | 1     | 1896             | Trains: The line uses 3-car, 30 metros (98 pé) long trains that can hold up to 190 people. |
| India          | Gurgaon        | Rapid Metro Gurgaon                                                                                 | 1     | 2013             | Driverless vehicle system. The line is designed to carry up to 30,000 passengers per hour. Several articles define the system as "light metro". |
| Indonesia      | Jakarta        | Jakarta LRT                                                                                         | 1     | 2019             | Jakarta LRT is the first line in Jakarta to use a third rail system. It uses standard gauge (1435 mm). One trainset can carry 270-278 passengers |
| Indonesia      | Jakarta        | Jabodebek LRT                                                                                       | 2     | 2023             | The elevated standard-gauge line is electrified at 750V dc third rail. It has moving block signalling designed for headways of 2–3 minutes. |
| Indonesia      | Palembang      | Palembang LRT                                                                                       | 1     | 2018             | Trains uses 3 car configuration |
| Italy          | Brescia        | Brescia Metro                                                                                       | 1     | 2013             | Trains: 3-car config, 39 metros (130 pé) length. |
| Italy          | Catania        | Catania Metro                                                                                       | 1     | 1999             | Single-tracked at-grade section limits headways to 15 minutes. Currently 4,6 quilômetros (2,9 mi) of double track extension are under construction. |
| Italy          | Genoa          | Genoa Metro                                                                                         | 1     | 1990             | Generally considered to be a "light metro" considering its low frequency, limited hours of operation and reduced transport capacity. It is actually categorized as "light rail" by LRTA. |
| Italy          | Milan          | Milan Metro: Line 4 and Line 5                                                                      | 2     | 2013, 2022       | Driverless vehicle system. Trains: 4-car configuration, 50,5 metros (166 pé) length, capacity for 536 passengers. |
| Italy          | Naples         | Naples Metro                                                                                        | 1     | 1993             | Line 6 is categorized as "light metro", with only 16 minute headways. Line 1 has a single-tracked tunnel section. |
| Italy          | Perugia        | MiniMetro                                                                                           | 1     | 2008             | LRTA defines the system as a "light metro", while they regarded the same system in Laon, which ceased in 2016, as a "cable monorail". |
| Italy          | Turin          | Turin Metro                                                                                         | 1     | 2006             | VAL people mover system. |
| Japan          | Hiroshima      | Astram Line                                                                                         | 1     | 1994             | Driverless vehicle system. A small part of the underground section was built as Metro system. |
| Japan          | Kobe           | Kobe New Transit                                                                                    | 2     | 1981, 1990       | Trains: Port Island Line and Rokkō Island Line. Both consist of 4-car config (300 people per train), but the platforms are made for fitting to 6-car config. |
| Japan          | Osaka          | Nankō Port Town Line                                                                                | 1     | 1981             | Trains: 4-car config, but the platforms are designed to apply to 6-car. |
| Japan          | Saitama        | New Shuttle                                                                                         | 1     | 1983             | Trains: 6-car config, rubber-tyred and operated manually. |
| Japan          | Sakura         | Yamaman Yūkarigaoka Line                                                                            | 1     | 1982             | Trains: 3-car config (205 people per train). An AGT with center-guideway system. Because of the form, LRTA defines the system as a monorail. |
| Japan          | Tokorozawa     | Seibu Yamaguchi Line                                                                                | 1     | 1985             | Trains: 4-car config (302 people per train), rubber-tyred and operated manually. Not mentioned LRTA nor UrbanRail.net. |
| Japan          | Tokyo          | Nippori-Toneri Liner                                                                                | 1     | 2008             | Trains: 5-car config, driverless vehicle system. |
| Japan          | Tokyo          | Yurikamome                                                                                          | 1     | 1995             | Trains: 6-car config, driverless vehicle system. |
| Japan          | Yokohama       | Kanazawa Seaside Line                                                                               | 1     | 1989             | Driverless vehicle system. |
| Malaysia       | Kuala Lumpur   | Rapid KL – Kelana Jaya Line, Ampang Line, Sri Petaling Line, Shah Alam Line                         | 4     | 1998, 1996       | KELANA JAYA LINE: Bombardier INNOVIA ART 200 Trains: Mixed 2-car, 4-car config. fleet Bombardier Innovia Metro 300 Trains: 4 car config AMPANG AND SRI PETALING LINES: CRRC Zhuzhou LRV Trains: 6 car config SHAH ALAM LINE: 3 car CRRC Light Rail vehicles |
| Philippines    | Manila         | LRT Line 1                                                                                          | 1     | 1984             | Trains: Line began with 2-car configuration, reconfigured to 3-car in 1999, and procured new 4-car trains in 1999, 2006, and 2022. Line was originally designed for 18,000 p/h/d capacity, increased to 40,000 p/h/d in 2006. Categorized as "light rail" by LRTA. |
| Philippines    | Manila         | MRT Line 3                                                                                          | 1     | 1999             | Trains: 3-car config., with a max. capacity of 1,182 passengers, and running with 3.5–4 minute headways. 4-car trains with a max. capacity of 1,576 passengers were introduced in 2022. However, line is designed for 23,000 p/h/d capacity, expandable to 48,000 p/h/d. |
| Russia         | Moscow         | Moscow Metro: Line 12 – Butovskaya Line                                                             | 1     | 2003             | Can carry 6,700 p/h/d.[carece de fontes?] Trains: 3-car config, ~85 metros (280 pé) length |
| Singapore      | Singapore      | Singapore MRT: Circle line, Downtown line and Jurong Region line (future)                           | 3     | 2009, 2013, 2027 | The Circle line rolling stock consists of Alstom C830 and C830C trains in 3-car formations with a capacity of 931 passengers. The Downtown line rolling stock consists of Bombardier C951 &amp; C951A trains also in 3-car formations with a capacity of 931 passengers. The Jurong Region line rolling stock will consist of Hyundai Rotem J151 trains in 3-car formations with a capacity of 600 passengers. |
| South Korea    | Busan          | Busan Metro Line 4                                                                                  | 1     | 2009             | Unmentioned by LRTA, though UrbanRail.net categorizes the line as a "light metro". |
| South Korea    | Busan          | Busan–Gimhae Light Rail Transit                                                                     | 1     | 2011             | Driverless vehicle system. Trains: 2-car config. Unmentioned by LRTA, but the operator calls the system "light rail". |
| South Korea    | Gimpo          | Gimpo Goldline                                                                                      | 1     | 2019             | Each train consists of 2-car trains and runs unmanned. |
| South Korea    | Incheon        | Incheon Subway Line 2                                                                               | 1     | 2016             | Each train consists of 2-car trains and runs unmanned. |
| South Korea    | Seoul          | Ui LRT                                                                                              | 1     | 2017             | Each train consists of 2-car trains and runs unmanned. |
| South Korea    | Seoul          | Sillim Line                                                                                         | 1     | 2022             | Each train consists of 2-car trains and runs unmanned. |
| South Korea    | Uijeongbu      | U Line                                                                                              | 1     | 2012             | VAL driverless system. Trains: 2-car config. Categorized as a "light metro" by LRTA and elsewhere, though there are also articles categorizing it as "Light Rail". |
| South Korea    | Yongin         | Yongin Everline                                                                                     | 1     | 2013             | Driverless vehicle system applied. |
| Spain          | Barcelona      | Barcelona Metro: Line 8 and Line 11                                                                 | 2     | 2003             | Driverless vehicle system. Trains: 2-car config. LRTA also categorizes Line 8 as "light metro". |
| Spain          | Málaga         | Málaga Metro                                                                                        | 1     | 2014             | System contains at-grade intersections on surface section of Line 1. Described as a "light metro" by at least one rail publication. |
| Spain          | Palma, Majorca | Palma Metro: Line M1                                                                                | 1     | 2007             | Mostly underground line operates with just 15-minute headways and two-car trains (306 passengers max.); one reference even categorizes line as "light rail". |
| Spain          | Seville        | Seville Metro                                                                                       | 1     | 2000             | Trains: 31,3 metros (103 pé) length with a max. capacity of 280 passengers. Described as a "light metro" by rolling stock manufacturer, CAF. |
| Switzerland    | Lausanne       | Lausanne Métro                                                                                      | 2     | 1991             | Line M1 uses light rail vehicles, 30 metros (98 pé) long. Line M2 has driverless, rubber-tyred trains; 30 metros (98 pé) long.[carece de fontes?] |
| Taiwan         | Taipei         | Taipei Metro: Wenhu/Brown Line (Line 1) and Circular/Yellow Line                                    | 2     | 1996, 2020       | Brown Line (Line 1) – Trains: Rubber-tire system; 4-car config; categorized as a part of the "metro" by LRTA. Yellow Line – 4-car AnsaldoBreda Driverless Metro vehicles, categorized as a "light metro" by LRTA. |
| Taiwan         | Taichung       | Taichung Metro: Green Line                                                                          | 1     | 2021             | 2-car EMU. |
| Thailand       | Bangkok        | Bangkok MRT: MRT Purple Line                                                                        | 1     | 2016             | 3-car configuration |
| Turkey         | Ankara         | Ankaray Light Metro (A1 Line)                                                                       | 1     | 1996             | Trains: 3-car config, approx. 90 metros (300 pé) length. Categorized as a "light rail" by LRTA, though Current capacity: 27,000 p/h/d. |
| Turkey         | Bursa          | Bursaray                                                                                            | 2     | 2002             | Uses light rail cars, similar to Frankfurt U-Bahn |
| Turkey         | Istanbul       | Istanbul Metro: <br id="mwA-0"><br>M1 Line (Istanbul Hafif Metro)                                   | 1     | 1989             | Trains: 4-car config. "Hafif Metro" literally translates as "Light Metro". Categorized as a "light rail" by LRTA. |
| United Kingdom | Glasgow        | Glasgow Subway                                                                                      | 1     | 1896             | Gauge: 4 ft (1 219 mm). Trains: 3-car config. |
| United Kingdom | London         | Docklands Light Railway                                                                             | 7     | 1987             | Driverless vehicle system. Trains: generally 2–3-car config. Categorized as a "light rail" by LRTA. |
| United Kingdom | Tyne and Wear  | Tyne and Wear Metro                                                                                 | 2     | 1980             | Trains: 2 MU config. With seven level crossings it is technically a semi-metro system. |
| United States  | Detroit        | Detroit People Mover                                                                                | 1     | 1987             | Considered to be a "people mover". |
| United States  | Honolulu       | Skyline                                                                                             | 1     | 2023             | Trains: 4-car Hitachi Rail Italy Driverless Metro trains, 78m (256ft) long. |
| United States  | Miami          | Metromover                                                                                          | 3     | 1986             | Considered to be a "people mover". |
| United States  | Philadelphia   | Norristown High Speed Line (part of the SEPTA rail system)                                          | 1     | 1907             | Operates on a private primarily surface-level "right-of-way" with partial triple-tracking, allowing for peak express services. Has been categorized by APTA as being "Light rapid rail transit" (i.e. between "rapid transit (heavy rail)" and "light rail"). While it has high platforms and third rail power, all intermediate stops are flag stops and fares must be paid to the operator upon boarding except at the termini. This makes it difficult to categorize, as it has the infrastructure and rolling stock of a light metro but is operated in many ways like a trolley or bus service. |
| Venezuela      | Maracaibo      | Maracaibo Metro                                                                                     | 1     | 2006             | Trains: 3-car trainset config, ~58 metros (190 pé) length (originally designed for Prague Metro). Categorized as a "light rail" by LRTA. |
| Venezuela      | Valencia       | Valencia Metro                                                                                      | 1     | 2007             | Trains: 2-car Siemens SD-460 config, ~55 metros (180 pé) length. Categorized as a "light rail" by LRTA. |

### Exemplos anteriores
A seguir está a lista de antigos MCS que se desenvolveram em um sistema de trânsito rápido completo ou que não estão mais em operação:
- Guangzhou, China
  - Linha 3 - começou com configuração de 3 carros, alterada para 6 carros em 2010.
- Komaki, Japão
  - Peachliner - abandonado em 30 de setembro de 2006.
- Sha Tin e Ma On Shan, Hong Kong
  - Ma On Shan Rail – convertido da configuração de quatro para oito vagões e passou a fazer parte da linha Tuen Ma .
- Toronto, Ontario
  - Linha 3 Scarborough - Categorizada pela APTA como sendo "trilho intermediário" (ou seja, entre "trilho pesado" e "trilho leve"),[61] e categorizado como "MCS" pela LRTA.[62] Programado para encerrar as operações em novembro de 2023, o serviço foi suspenso após descarrilamento em julho do mesmo ano e não foi retomado, sendo substituído por um serviço de ônibus expresso.[63]